# .mv
.mv ist die länderspezifische Top-Level-Domain (ccTLD) der Malediven. Sie existiert seit dem 25. September 1996 und wird vom Unternehmen Dhiraagu in Malé verwaltet.

## Eigenschaften
Domains können sowohl auf zweiter als auch dritter Ebene angemeldet werden und müssen zwischen drei und 63 Zeichen lang sein.

## Second-Level-Domains
- .aero.mv – Luftfahrt und Flugverkehr
- .biz.mv – geschäftliche Webseiten
- .com.mv – kommerzielle Unternehmen
- .coop.mv – Genossenschaften
- .edu.mv – Schulen und Universitäten
- .gov.mv – Regierung des Landes
- .info.mv – allgemeine Informationen
- .int.mv – internationale Organisationen
- .mil.mv – Militär des Landes
- .museum.mv – Museen
- .name.mv – Einzelpersonen
- .net.mv – Internet Service Provider
- .org.mv – gemeinnützige Organisationen
- .pro.mv – freiberufliche Unternehmer